# Catasetum tabulare
Catasetum tabulare är en orkidéart som beskrevs av John Lindley. Catasetum tabulare ingår i släktet Catasetum och familjen orkidéer.
Artens utbredningsområde är Colombia. Inga underarter finns listade i Catalogue of Life.

## Bildgalleri

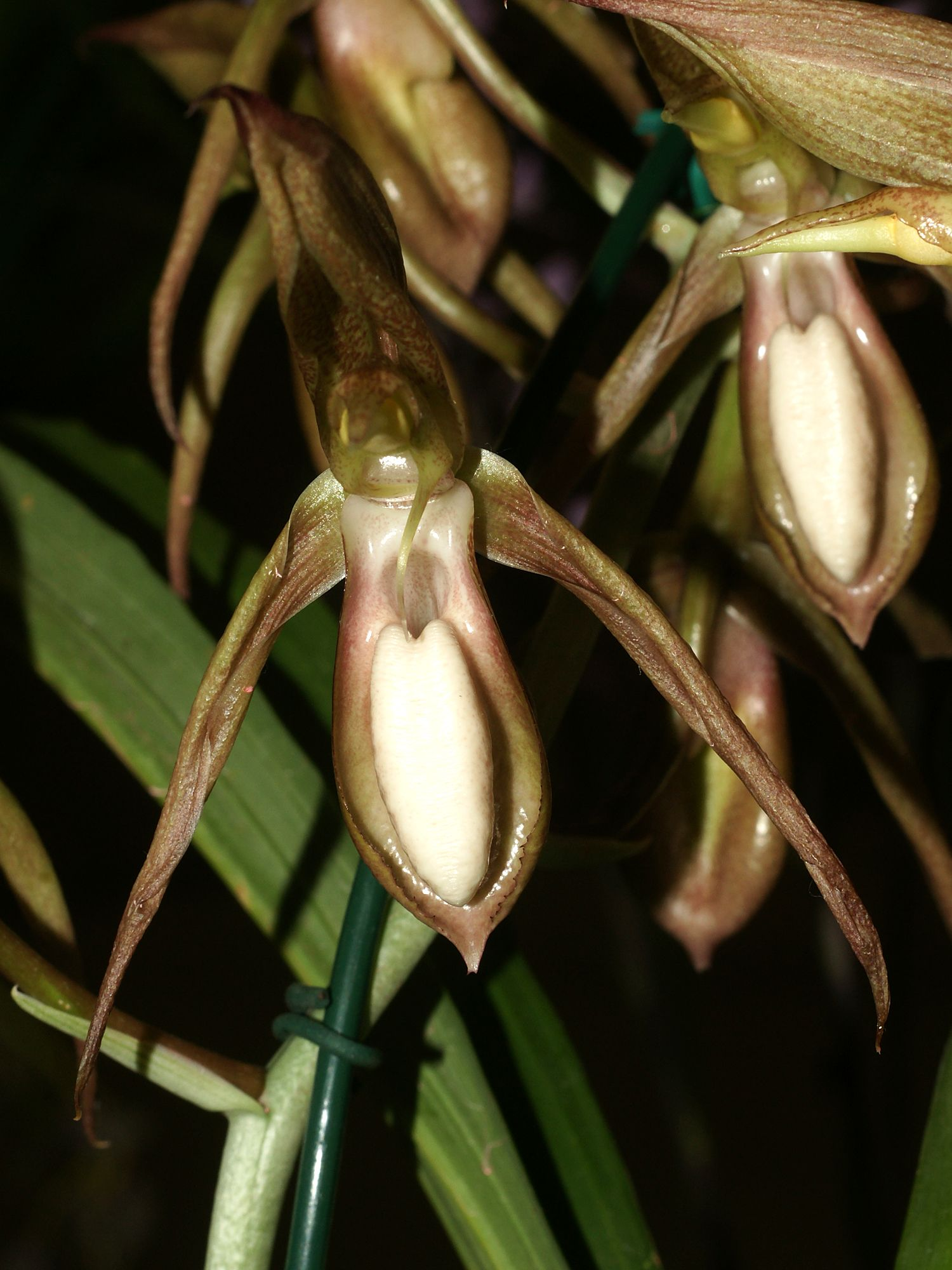